# Иоанн (Коваленко)
Епи́скоп Иоа́нн (в миру Андрей Владимирович Коваленко; 1 февраля 1970, Караганда, Казахская ССР) — епископ Русской православной церкви, епископ Калачёвский и Палласовский.
Тезоименитство — 20 декабря (2 января), в день памяти святого праведного Иоанна Кронштадтского.

## Биография
В 1987 году окончил среднюю школу в Москве.
В 1987—1992 годах обучался в Московской медицинской академии имени Сеченова.
14 апреля 1991 года принял крещение.
С февраля по апрель 1992 года исполнял обязанности пономаря и псаломщика Воскресенского собора города Тутаева Ярославской области.
19 апреля 1992 года архиепископом Ярославским и Ростовским Платоном (Удовенко) рукоположён во диакона, а 24 мая 1992 года — во пресвитера, после чего служил настоятелем храма преподобного Сергия Радонежского села Мосейцево Ростовского района Ярославской области.
В 1996 году согласно с супругой приняли решение поступить в монастыри с целью принятия в дальнейшем монашеского пострига.
В июне 1996 года зачислен в братию Свято-Троицкого Данилова мужского монастыря города Переславль-Залесского Ярославской области. С октября 1996 года исполнял обязанности благочинного обители.
1 января 1997 года архиепископом Ярославским и Ростовским Михеем (Хархаровым) пострижен в мантию с наречением имени Иоанн в честь святого праведного Иоанна Кронштадтского.
9 апреля 1998 года решением Священного синода назначен наместником Троицкого Данилова монастыря в Переславле-Залесском.
В 1999 году возведен в сан игумена.
В 1997—1999 годах заочно обучался в Московской духовной семинарии, в 1999—2001 годах — заочно обучался в Московской духовной академии, которую окончил со степенью кандидата богословия.
В 2006—2008 годах исполнял послушание члена епархиального суда.
31 марта 2009 года назначен наместником Адрианова Успенского монастыря. Вслед за ним в Адрианов Успенский монастырь последовала почти вся братия Троицкого Данилова монастыря. Положение монахов было тяжёлым — Адрианов монастырь фактически был отрезанным от мира скитом. 5 октября 2011 года утверждён в должности настоятеля монастыря.
С марта 2012 года — член Епархиального совета и духовник Рыбинской епархии. В декабре 2012 года назначен благочинным монастырей Рыбинской епархии.

### Архиерейство
2 октября 2013 года решением Священного синода избран епископом Калачёвским и Палласовским. 5 октября епископом Рыбинским и Угличским Вениамином (Лихомановым) возведен в сан архимандрита. 29 октября в храме Всех святых, в земле Российской просиявших, патриаршей и синодальной резиденции в Даниловом монастыре в Москве Патриарх Московский и всея Руси Кирилл возглавил чин наречения архимандрита Иоанна (Коваленко) во епископа Калачевского и Палласовского. 6 ноября в праздник иконы Божией Матери «Всех скорбящих Радость» в храме в честь иконы Божией Матери «Всех скорбящих Радость» (Спаса Преображения) на Большой Ордынке хиротонисан во епископа Калачевского и Палласовского. Хиротонию совершили: Патриарх Московский и всея Руси Кирилл, митрополит Волоколамский Иларион, митрополит Волгоградский и Камышинский Герман, епископ Солнечногорский Сергий (Чашин), епископ Урюпинский и Новоаннинский Елисей (Фомкин).
C 17 по 28 ноября 2014 года в Москве слушал двухнедельные курсы повышения квалификации для новопоставленных архиереев Русской православной церкви.